# André Niklaus
André Niklaus (* 30. srpna 1981, Berlín) je německý sportovec, jehož specializací je atletický víceboj.

## Kariéra
Je halovým mistrem světa (2006) v sedmiboji a dvojnásobným mistrem Evropy do 23 let (2001, 2003) v desetiboji.
V roce 1999 skončil čtvrtý na juniorském mistrovství Evropy v lotyšské Rize. O rok později vybojoval bronzovou medaili na mistrovství světa juniorů v chilském Santiagu. Na mistrovství světa 2005 v Helsinkách obsadil s celkovým počtem 8 316 bodů čtvrté místo. Na halovém MS 2006 v Moskvě získal zlatou medaili, když nasbíral 6 192 bodů. Druhý v soutěži Američan Bryan Clay nasbíral jen o pět bodů méně. V roce 2007 si vytvořil nový osobní rekord na světovém šampionátu v Ósace. Reprezentoval na letních olympijských hrách 2008 v Pekingu, kde se umístil s počtem 8 220 bodů osmý.

## Úspěchy
| Rok  | Závod                             | Místo                    | Umístění | Výkon |
| ---- | --------------------------------- | ------------------------ | -------- | ----- |
| 1999 | Mistrovství Evropy juniorů        | Riga, Lotyšsko           | 4.       | 7 339 |
| 2000 | Mistrovství světa juniorů         | Santiago de Chile, Chile | 3.       | 7 712 |
| 2001 | Mistrovství Evropy do 23 let      | Amsterdam, Nizozemsko    | 1.       | 8 042 |
| 2003 | Mistrovství Evropy do 23 let      | Bydhošť, Polsko          | 1.       | 7 983 |
| 2003 | Mistrovství světa v atletice 2003 | Paříž, Francie           | 8.       | 8 020 |
| 2005 | Mistrovství světa v atletice 2005 | Helsinky, Finsko         | 4.       | 8 316 |
| 2006 | Halové MS v atletice 2006         | Moskva, Rusko            | 1.       | 6 192 |
| 2007 | Mistrovství světa v atletice 2007 | Ósaka, Japonsko          | 5.       | 8 371 |
| 2008 | Letní olympijské hry 2008         | Peking, Čína             | 8.       | 8 220 |
| 2009 | Halové ME v atletice 2009         | Turín, Itálie            | 5.       | 5 981 |

Vysvětlivky: Tučně vyznačeny osobní rekordy